# Kalkar
Kalkar é uma cidade da Alemanha localizada no distrito de Cleves, região administrativa de Düsseldorf, estado da Renânia do Norte-Vestfália.